# Otoakoestische emissie
Een otoakoestische emissie (OAE) is een verschijnsel waarbij het oor zelf geluid voortbrengt. Het verschijnsel werd voor het eerst waargenomen door David Kemp in 1979. Kemp ontdekte dat wanneer het oor gestimuleerd wordt door een korte stimulus (een klikgeluid), er zo'n 5 tot 10 milliseconde (ms) later een 15 ms durend signaal (de zogenoemde echo van Kemp) terugkwam uit het oor.
Het produceren van een OAE blijkt een eigenschap te zijn van oren die beschikken over gezonde haarcellen. Onderzoek toont aan dat ze niet voorkomen bij personen bij wie het binnenoor beschadigd is. Daarom worden OAE-tests vaak toegepast om na te gaan of het gehoor nog goed werkt, onder andere bij pasgeboren baby's en mensen die geopereerd moeten worden aan een brughoektumor. Het optreden van een otoakoestische emissie na stimulatie wijst op een gezond midden- en binnenoor, maar niet met zekerheid dat de patiënt inderdaad kan horen, aangezien er in de gehoorzenuw nog wel een defect zou kunnen zitten. In de algemene bevolking is de specificiteit voor het vaststellen of een oor (vrijwel) normaal gevoelig is meer dan 97%, wat de methode bij uitstek voor screening geschikt maakt.

## Types
Er zijn twee types otoakoestische emissies: 
- Spontaneous Otoacoustic Emissions (SOAE), een spontane OAE
- Evoked Otoacoustic Emissions (EOAE), een opgewekte OAE (meestal met behulp van een klikgeluid) waarbij men onderscheid maakt tussen TEOAE (transiente OAE) en DPOAE (Distorsie Product OAE)

### Spontaneous Otoacoustic Emissions
Spontane otoakoestische emissies (SOAE's) zijn geluiden die zonder externe stimulatie uit het oor komen en meetbaar zijn met gevoelige microfoons in de uitwendige gehoorgang. Bij ongeveer 35-50% van de bevolking kan minstens één SOAE worden waargenomen. De geluiden zijn frequentiestabiel tussen 500 Hz en 4.500 Hz en hebben een instabiel volume tussen -30 dB SPL en +10 dB SPL. De meerderheid van de mensen met SOAE's is zich er niet van bewust, maar 1-9% ervaart een SOAE als een hinderlijke tinnitus.

### Evoked Otoacoustic Emissions
Otoakoestische emissies worden momenteel opgeroepen met drie verschillende methodologieën.
- Stimulus-frequentie OAE's (SFOAE's) worden gemeten tijdens de toepassing van een pure toon stimulus en worden gedetecteerd door het vectoriële verschil tussen de stimulusgolfvorm en de opgenomen golfvorm (die bestaat uit de som van de stimulus en de OAE).
- Transient-evoked OAE's (TEOAE's of TrOAE's) worden opgewekt met een click (breed frequentiebereik) of toneburst (kortdurende pure toon) stimulus. De opgeroepen respons van een klik beslaat het frequentiebereik tot ongeveer 4 kHz, terwijl een toneburst een respons opwekt in het gebied met dezelfde frequentie als de pure toon.
- Distortion-product OAE's (DPOAE's) worden opgeroepen met een paar primaire tonen {\displaystyle f_{1}} en {\displaystyle f_{2}} met een bepaalde intensiteit (meestal 65-55 dB SPL of 65 voor beide) en verhouding ({\displaystyle f_{1}{}:{\mbox{ }}f_{2}}).

De opgewekte reacties van deze stimuli treden op bij frequenties ({\displaystyle f_{dp}}) die wiskundig gerelateerd zijn aan de primaire frequenties, waarbij de twee meest prominente zijn:
- {\displaystyle f_{dp}=2f_{1}-f_{2}} (de "kubische" vervormingstoon, meestal gebruikt voor gehoorscreening), omdat deze de meest robuuste emissie produceren
- {\displaystyle f_{dp}=f_{2}-f_{1}} (de "kwadratische" vervormingstoon, of verschiltoon)